# Giovanni Cingolani
Pour les articles homonymes, voir Cingolani.
Giovanni Cingolani, né en 1859 à Montecassiano en Italie et mort le 23 avril 1932 à Santa Fe en Argentine, est un peintre italien et un restaurateur artistique, travaillant principalement sur des sujets sacrés.

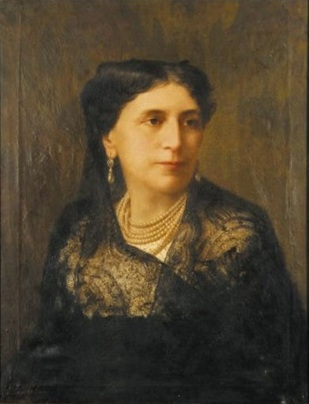
Portrait de Antoniny Łąckiej en 1907 par Cingolani.

## Biographie
Giovanni Cingolani est né à Montecassiano dans la province de Macerata, dans la région des Marches. Il est mort en 1932 en Argentine à Santa Fe. 
En 1880, il est nommé restaurateur de fresques pour le Vatican. Il est aussi connu comme portraitiste, notamment pour un portrait du pape Léon XIII. Parmi ses chefs-d'œuvre figure une grande toile encore présente à Macerata, représentant Torquato Tasso. Il peint pour l'église San Biagio de Pollenza.
En 1909, il émigre en Argentine. Dans la ville de Santa Fe, il est l'un des fondateurs de l'Athénée des Arts et des Sciences. Dans cette ville, il peint des fresques au plafond de la nef de la basilique Nostra Signora del Carmine, et travaille pour l'église Saint-Dominique ; il peint  pour l'église des Jésuites une toile représentant la Vierge des miracles. En 1930, il est nommé membre de l'Accademia di Belle Arti de Pérouse.